# Blažević Dol
Blažević Dol is een plaats in de gemeente Staro Petrovo Selo in de Kroatische provincie Brod-Posavina. De plaats telt 181 inwoners (2001).